# مطار خيخي أيهوي

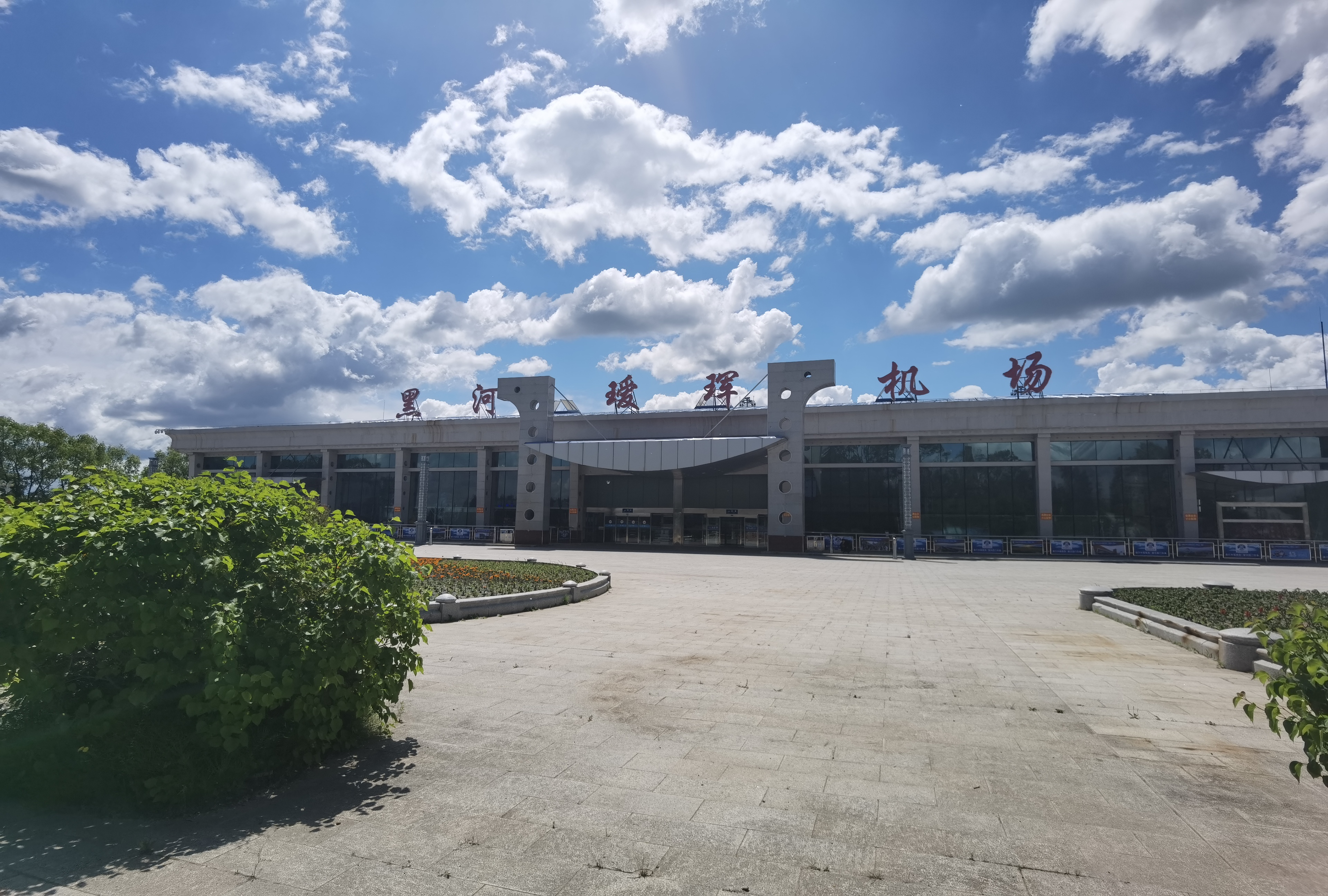
مطار خيخي أيهوي

مطار خيخه أيهوي (بالصينية: 黑河机场) (إياتا: HEK، إيكاو: ZYHE) مطار عام يقع بمدينة خيخه في هيلونغجيانغ في الصين. يبلغ طول المدرج 2500 م ويرتفع عن سطح البحر 312 م.

## شركات الطيران والوجهات
| شركـات طيـران          | الوجهات                                                                              |
| ---------------------- | ------------------------------------------------------------------------------------ |
| Chengdu Airlines       | مطار هاربين الدولي                                                                   |
| خطوط شرق الصين الجوية  | مطار هاربين الدولي، مطار شانغهاي بودنغ الدولي                                        |
| خطوط جنوب الصين الجوية | مطار بكين داشينغ الدولي، مطار هاربين الدولي، مطار تشنغتشو الدولي، مطار تشوهاى جينوان |

## وصلات خارجية
- http://www.flightstats.com/go/Airport/airportDetails.do?airportCode=HEK